# Mestna avtobusna linija št. 14 (Ljubljana)
Mestna avtobusna linija številka 14 SAVLJE – BOKALCE je ena izmed rednih 33 avtobusnih linij javnega mestnega prometa v Ljubljani. Potekata v smeri sever - zahod in povezuje Savlje in Bežigrad, Ruski car, Vrhovce, Bokalce, Brdo in Rožno dolino s centrom mesta.

## Zgodovina
Po letu 1955 je v Ljubljani močno napredovala individualna stanovanjska gradnja. Veliko enodružinskih hiš je bilo zgrajeno tudi v Rožni dolini v smeri proti Brdu. Gradnja se je na tem koncu nadaljevala še v 60. in 70. letih 20. stoletja. Zato je bila 12. septembra 1968 vzpostavljena redna avtobusna linija št. 14 Vrhovci – Kolodvor. Trasa je vključevala 14 postajališč in bila dolga 6,6 km. Vožnja je povprečno trajala 18 minut, avtobusi pa so vozili z intervalom 20 minut. Leta 1971 so jo s kolodvora podaljšali za Bežigrad, in sicer do vhoda v Ljubljanske mlekarne na Brinju. Podaljšana proga je imela oznako Vrhovci – Brinje. Leta 1975 pa so progo ponovno podaljšali po novi Slovenčevi cesti mimo novozgrajenih blokov na Bratovševi ploščadi do obračališča Ježica. Ko so zgradili nov cestni most preko železniške proge v Savljah, so leta 1978 progo preusmerili z Ježice v Savlje. Izgradnja nove ceste (današnja Bleiweisova cesta) na obrobju Tivolija je povzročila spremembo trase na Vrtači. Z Levstikove ulice je bila proga preusmerjena na Prešernovo cesto in v novi cestno-železniški podvoz na Erjavčevi cesti. Postajališče pred parlamentom ob Trgu narodnih herojev je bilo ukinjeno.
V taki obliki je nato proga obratovala vse do 3. septembra 2007, ko so uvedli dodatno linijo št. 14B oz. izmenične vožnje avtobusov do krožišča na Bokalcah pred domom starejših občanov.
7. maja 2016 sta bili liniji št. 14 in 14B združeni v enotno linijo št. 14 Savlje – Bokalce. Zaradi nove trase na območju Brda avtobusi sedaj prevozijo obračališče Vrhovci, od koder peljejo do Bokalc, kjer je izravnava voznih časov. Potrebe po dveh linijah tako ni več. S spremembo trase sta bili ukinjeni postajališči Preval in Brdo. Sprememba liniije je nastala zaradi novonastalega naselja ob Ježkovi. 

## Trasa
- smer SAVLJE – BOKALCE: Savlje - Ježica - Čerinova ulica - Ulica 7. septembra - Slovenčeva ulica - Podmilščakova ulica - Parmova ulica - Bežigrad - Dunajska cesta - Slovenska cesta - Šubičeva ulica - Prešernova cesta - Erjavčeva cesta - Škrabčeva ulica - Cesta VI - Cesta XV - Cesta na Brdo - Pot Rdečega križa - Cesta na Vrhovce - Cesta na Bokalce.
- smer BOKALCE – SAVLJE: Cesta na Bokalce - Cesta na Vrhovce - Pot Rdečega križa - Cesta na Brdo - Cesta XV - Cesta VI - Škrabčeva ulica - Erjavčeva cesta - Prešernova cesta - Šubičeva ulica - Slovenska cesta - Dunajska cesta - Bežigrad - Parmova ulica - Podmilščakova ulica - Slovenčeva ulica - Ulica 7. septembra - Čerinova ulica - Ježica - Savlje.

## Režim obratovanja
Linija obratuje vse dni v letu, tj. ob delavnikih, sobotah, nedeljah in praznikih, in sicer avtobusi najpogosteje vozijo ob delavniških prometnih konicah.

### Preglednice časovnih presledkov v minutah
| ura           | 1.9. - 25.6. | 26.6. - 31.8. |
| ------------- | ------------ | ------------- |
| 4.58 - 6.00   | 20           | 20            |
| 6.00 - 8.00   | 10-12        | 14-16         |
| 8.00 - 9.00   | 11           | 16            |
| 9.00 - 12.00  | 17-18        | 22            |
| 12.00 - 14.00 | 10-11        | 20            |
| 14.00 - 16.00 | 10-11        | 16            |
| 16.00 - 18.00 | 15           | 18            |
| 18.00 - 21.00 | 17-18        | 20            |
| 21.00 - 22.40 | 20           | 20            |

| ura           | vse leto |
| ------------- | -------- |
| 5.00 - 7.00   | 30       |
| 7.00 - 15.00  | 25       |
| 15.00 - 20.00 | 25       |
| 20.00 - 22.40 | 20       |

| ura           | vse leto |
| ------------- | -------- |
| 5.50 - 17.00  | 30       |
| 17.00 - 20.30 | 25       |
| 20.30 - 22.40 | 20       |

- V primeru prireditev na Trgu republike ima linija št. 14 predvidljiv stalni obvoz, in sicer z redne trase s Slovenske ceste na Gosposvetsko cesto, Bleiweisovo cesto, Šubičevo ulico in Prešernovo cesto.